# Largebec à poitrine noire
Machaerirhynchus nigripectus
Espèce
Statut de conservation UICN

 LC  : Préoccupation mineure
Le Largebec à poitrine noire (Machaerirhynchus nigripectus) est une espèce de passereaux de la famille des Machaerirhynchidae.

## Liste des sous-espèces
Selon BioLib (18 juin 2018) :
- sous-espèce Machaerirhynchus nigripectus harterti van Oort, 1909
- sous-espèce Machaerirhynchus nigripectus nigripectus Schlegel, 1871
- sous-espèce Machaerirhynchus nigripectus saturatus Rothschild & Hartert, 1913

Selon Catalogue of Life (18 juin 2018) :
- sous-espèce Machaerirhynchus nigripectus harterti Oort, 1909
- sous-espèce Machaerirhynchus nigripectus nigripectus Schlegel, 1871
- sous-espèce Machaerirhynchus nigripectus saturatus Rothschild & Hartert, 1913

Selon la classification de référence du Congrès ornithologique international (version 8.1, 2018) :
- sous-espèce Machaerirhynchus nigripectus nigripectus Schlegel, 1871
- sous-espèce Machaerirhynchus nigripectus saturatus Rothschild & Hartert, 1913
- sous-espèce Machaerirhynchus nigripectus harterti van Oort, 1909